# Weidingen (Luxembourg)
Pour l’article homonyme, voir Weidingen.
Weidingen (luxembourgeois : Wegdichen) est une section de la commune luxembourgeoise de Wiltz située dans le canton de Wiltz.